# Hans Gruhne
Hans Gruhne (Berlim, 5 de agosto de 1988) é um remador alemão, campeão olímpico.

## Carreira
Gruhne competiu nos Jogos Olímpicos de 2008 e 2016. Em Pequim integrou a equipe da Alemanha do skiff quádruplo que finalizou em sexto lugar. Oito anos depois sagrou-se campeão olímpico na mesma prova, no Rio de Janeiro.